# 지덕칠
지덕칠(池德七, 1940년 11월 3일~1967년 2월 1일)은 베트남 전쟁에서 활약하다가 전사한 대한민국 해군의 군인이다.

## 생애
일제강점기 경성부 사직정(현 서울특별시 종로구 사직동) 출생이며 한때 경기도 시흥군(군자면)과 충청북도 중원군(충주읍)에서 잠시 유년기를 보낸 적이 있는 그는 1946년 서울로 귀환하여 이후 줄곧 서울에서 성장하였고 소년 시절 어려운 환경에서 보내다가 1959년 해군 수병 제102기로 입대, 복무 중 1963년 1월 28일 당시에 해군 의무 부사관(하사)으로 임관을 하였다. 1966년 9월 3일 해병대 제2여단 청룡부대(현재 해병2사단)의 해군 위생하사관으로 발령을 받고 그 직후 베트남 전쟁에 참전해 해병대 제2여단 1대대 2중대 3소대 위생하사관으로 근무하면서 비봉 작전, 용안 작전, 투망 작전 등에서 전공을 세웠다.
1967년 2월 1일 추라이 전투에서 위생하사관으로 참전하던 중 제1대대 2중대 3소대가 베트콩(남베트남 민족해방전선)의 포위망에 들어가 베트콩과 교전 중 전방에서 부상당한 3명을 구출하기 위하여 뛰어 들어가 응급처치를 하다가 자신도 어깨와 다리에 관통상을 입었다.
그러나 자기의 부상을 돌보지 않고 부상병을 후송 시킨 후 전우의 소총을 가지고 다가오는 베트콩 2명을 사살하고 계속되는 전투에서 새로운 부상자 3명을 응급치료 하던 중 50m 전방에서 일렬횡대로 공격해오는 베트콩 20여명을 발견하고 부상자의 총을 차례로 바꾸어 가면서 연속사격을 가하여 10명을 사살하였다.
그리고 지 중사는 심한 출혈로 소대전투지역 후방에서 응급치료를 하던 중 소대후방에서 공격하는 베트콩 3명을 사살하였으며 30여명으로 구성된 베트콩이 다른 방향에서 공격해 오는 것을 가까이 접근하여 5명의 베트콩을 다시 사살하였고 8발의 총탄을 맞고 심한 중상임에도 불구하고 마지막까지 싸우다 전사했다.
사후 1967년 4월 16일 해군 하사에서 해군 중사 1계급 특진과 함께 태극무공훈장이 추서되었고 해군 작전사령부 광장에는 동상이 세워졌으며 1967년 7월 10일 서울동양공업고등학교에서 명예 졸업장이 추서되었다. 국립서울현충원 26묘역에 안장되었다.

## 학력
- 1953년 서울마포국민학교 졸업
- 1956년 서울양문중학교 졸업
- 1957년 서울동양공업고등학교 중퇴(사후 명예 졸업)
- 1964년 대한민국 해군군의학교 수료
- 1964년 대한민국 육군보병학교 위탁교육대상군사학습과정 수료
- 1965년 대한민국 해군야전위생학교 수료
- 1966년 대한민국 중앙정보학교 졸업

## 같이 보기
- 이인호
- 송서규
- 이원등
- 강재구